# Antošovická lávka
Antošovická lávka – kładka nad rzeką Odrą, położona na granicy administracyjnej miast Bogumin i Ostrawa, w Czechach. Kładka umożliwia przemieszczanie się pomiędzy Boguminem a Antoszowicami (część Ostrawy).
Pierwotnie w miejscu obecnej kładki znajdował się przewóz. Przed budową stałej przeprawy za jednorazowe skorzystanie z promu płaciło się 1 koronę. Roczny abonament wynosił natomiast 50 koron (20 koron dla uczniów i studentów). Kładka powstała po 1947 roku przy okazji budowy rurociągu gazowego. Podczas powodzi w 1966 roku kładka uległa uszkodzeniu. Naprawa zniszczeń kosztowała wówczas 94 tys. koron. Po raz kolejny konstrukcja mostu została naruszona podczas powodzi z 1985 roku. Ze względów bezpieczeństwa zdecydowano się wtedy oddzielić rurociąg gazowy od kładki dla pieszych i zbudowano dla niego nową konstrukcję ok. 100 m na północ od kładki. Naprawy samej kładki dokonano dopiero w 1993 roku, po przejęciu jej na własność od Ostrawy przez miasto Bogumin. Cztery lata później, podczas powodzi tysiąclecia kładka ponownie została uszkodzona. W 1998 roku konstrukcję całkowicie rozebrano, a nową kładkę otwarto w 2000 roku. Długość kładki wynosi 105 m, a jej szerokość to niecałe 3,5 m. Waga kładki wynosi 51 ton. Na początku 2013 roku oficjalnie nadano kładce nazwę „Antošovická lávka”, choć była ona już od dawna w potocznym użyciu. Niedaleko kładki znajduje się również przystań kajakowa.